# Tianwen 2
Pour l'explorateur chinois, voir Zheng He.
Tianwen 2 (chinois : 天问二号 ; pinyin : tiānwèn èr hào ; litt. « question au ciel 2 ») est une mission spatiale chinoise en développement dont l'objectif principal est de ramener un échantillon de sol de l'astéroïde (469219) Kamoʻoalewa. Ce quasi-satellite de la Terre présente un grand intérêt scientifique car il a subi très peu de changements depuis l'époque de la formation du système solaire et son orbite facilite le transit depuis la Terre. La mission doit être lancée vers 2025 par une fusée chinoise Longue Marche 3 B. Elle doit ramener un échantillon du sol trois ans plus tard. La mission doit se poursuivre par l'étude in situ de 311P/PANSTARRS une comète de la ceinture principale (ou astéroïde actif), qui présente la particularité d'avoir des caractéristiques hybrides entre astéroïde et comète. La mission s'achèvera environ 10 ans après son lancement. Le projet est en cours de développement par l'Académie chinoise de technologie spatiale, principal constructeur chinois des satellites d'application et scientifiques.

## Contexte
Les astéroïdes géocroiseurs constituent des reliques du processus de formation du système solaire qui recèlent sans doute des indices importants sur la composition chimique à partir de laquelle les planètes se sont formées il y a 4,6 milliards d'années. Aussi, les missions de retour d'échantillon du sol de ces astéroïdes constituent une priorité scientifique de premier plan. Les missions spatiales japonaises Hayabusa, Hayabusa 2 et américaine OSIRIS-REx reflètent l'importance de ces recherches. Les comètes de la ceinture principale découvertes récemment se caractérisent par une orbite très stable située dans la ceinture d'astéroïdes. Elles ont un comportement similaire à celle d'une comète mais la dé-gazéification résulte sans doute d'un processus de sublimation de la glace. La présence de glace dans la ceinture d'astéroïdes est une piste très importante pour la recherche de l'origine de l'eau sur Terre.

## Historique
La mission a initialement été proposé sous le nom de Zheng He, un marin et explorateur de la dynastie Ming.

## Objectifs scientifiques
La mission Tianwen-2 poursuit cinq objectifs : 
- comprendre l'origine et la dynamique des quasi-satellites de la Terre. Selon certaines théories, ces quasi-satellites se seraient formés à la suite d'un impact sur la Lune.
- qualifier une nouvelle famille d'objets du système solaire : les comètes de la ceinture principale.
- déterminer la quantité d'eau présente dans les comètes de la ceinture principale.
- déterminer si les comètes de la ceinture principale ont pu constituer une source viable de l'eau présente sur Terre.
- comprendre les processus qui se sont déroulés au début du système solaire et qui ont accompagné la formation des planètes.

## Déroulement de la mission

### Objectif
La mission doit durer en tout environ 10 ans. La sonde spatiale Zheng He doit être placée sur une orbite héliocentrique par un lanceur chinois Longue Marche 3-B vers 2025. L'objectif principal retenu est l'astéroïde (469219) Kamoʻoalewa, un quasi-satellite de la Terre circulant sur le même plan orbital que celle-ci à une distance comprise entre 38 et 100 fois celle de la Lune. Cette caractéristique doit permettre de limiter l'énergie nécessaire pour l'atteindre (la mission est possible avec une fusée relativement peu puissante) et permet de ramener un échantillon sur Terre seulement 2 à 3 ans après le lancement. Cet astéroïde est sans doute de type S, Q ou L avec une composition proche de celle d'origine. La sonde spatiale devrait prélever un échantillon du sol d'une masse comprise entre 200 et 1000 grammes. La sonde spatiale se dirigera vers la Terre pour larguer la capsule contenant l'échantillon. Cette dernière doit pénétrer dans l'atmosphère terrestre à une vitesse de 12,1 kilomètres par seconde. Elle sera freinée par un parachute déployé alors que la capsule a encore une vitesse supersonique (une première pour les ingénieurs chinois). La capsule doit être capturée en vol par un hélicoptère pour éviter tout risque de contamination. En utilisant l'assistance gravitationnelle de la Terre elle doit poursuivre sa trajectoire afin de réaliser un rendez-vous avec la comète de la ceinture principale 311P/PANSTARRS qui circule dans la ceinture d'astéroïdes qu'elle atteindra vers 2033. L'intérêt de cet objet céleste tient à sa nature hybride entre comète et astéroïde. Circulant sur une orbite comprise entre 398 et 555 millions de kilomètres, il s'agit à cette date de l'objet le plus éloigné étudié par une sonde spatiale chinoise,.   

Longue Marche 3B décolle le 28 mai 2025

### Mission en cours
La sonde spatiale est la deuxième sonde spatiale interplanétaire chinoise a être lancée avec succès le 28 mai 2025 à bord du lanceur Longue Marche 3B. La fusée a décollé de la base de lancement de Xichang, dans le sud-ouest de la Chine. La sonde est en cours de transit en direction du géocroiseur 469219 Kamo'oalewa. 

## Caractéristiques techniques
La sonde spatiale doit utiliser une méthode originale pour se poser sur le sol de l'astéroïde (469219) Kamoʻoalewa, manœuvre rendue particulièrement difficile du fait de sa très petite taille (entre 50 et 100 mètres), donc une gravité très faible, mais également par sa vitesse de rotation rapide (périodicité de 28 minutes). Contrairement aux missions l'ayant précédé (Hayabusa 2 et OSIRIS-REx) qui ont effectué un touch and go, elle utilisera des bras équipés de foreuses pour s'ancrer dans le sol comme a tenté de le faire l'atterrisseur Philae de la mission Rosetta. Toutefois, en fonction des observations effectuées in situ, le recours à une manœuvre de touch and go pourrait être également effectué ou remplacer la solution de l'ancrage. Zheng He emportera un orbiteur et un atterrisseur de très petite taille pour collecter des informations complémentaires sur l'astéroïde. Il est prévu d'utiliser des explosifs pour faire apparaitre les couches superficielles du sous-sol avant de commencer les mesures. Pour produire son énergie elle utilisera deux panneaux solaires circulaires de 4,7 mètres de diamètre similaires à ceux du vaisseau américain Orion ou de la sonde spatiale Lucy (ce sera le premier engin spatial chinois utilisant ce type de panneau solaire). Les échantillons de sol, d'une masse comprise entre 0,2 et 1 kilogramme sont logés dans une capsule de 0,75 mètre de diamètre équipée d'un parachute déployé à vitesse supersonique,,.

## Instruments scientifiques
La mission emporte un total de 11 instruments scientifiques, dont 8 sont des instruments de télédétection :
- 中视场彩色相机 est une caméra couleur à angle moyen chargée d'étudier la morphologie de la surface de l'astéroïde et de la comète. Elle observe dans la bande spectrale 0,45-0,76 micromètres, fonctionne jusqu'à 4 mètres de distance de la surface, et peut obtenir à une altitude de 3 kilomètres des images d'une résolution supérieure à 0,3 mètre.
- 窄视场导航敏感器 est une caméra couleur à angle étroit chargée d'étudier la morphologie de la surface de l'astéroïde et de la comète, et d'aider à la navigation de la sonde. Elle observe dans la bande spectrale 450-800 nanomètres, avec un champ de vue de 2,9° en diagonal, et une résolution angulaire inférieure à 8 microradians.
- 多光谱相机 est une caméra multispectrale chargée d'étudier la morphologie et la composition de la surface de l'astéroïde et de la comète. Elle observe dans 8 bandes spectrales échelonnées entre 480 et 1 000 nanomètres, avec un champ de vue de 6 × 6°, une résolution de 2 048 × 2 048 pixels, et fonctionne jusqu'à 0,5 mètre de distance de la surface.
- 旋转行射高光谱相机 est une caméra hyperspectrale chargée d'étudier la morphologie et la composition de la surface de l'astéroïde et de la comète.
- 可见红外成像光谱仪 est un spectromètre imageur fonctionnant en lumière visible et infrarouge chargée d'étudier la composition de la surface de l'astéroïde et de la comète, à la recherche en particulier d'eau et de composés organiques. Il observe dans 500 bandes spectrales échelonnées entre 0,45 et 4,5 micromètres, et peut obtenir à une altitude de 3 kilomètres des images d'une résolution supérieure à 0,5 mètre.
- 热辐射光谱仪 est un spectromètre imageur à infrarouge thermique chargée d'étudier la composition de la surface de l'astéroïde et de la comète, à la recherche en particulier d'eau et de composés organiques. Il observe dans 100 bandes spectrales échelonnées entre 5,0 et 50,0 micromètres, avec une résolution spectrale supérieur à 10 centimètres-1, et peut obtenir à une altitude de 3 kilomètres des images d'une résolution supérieure à 15 mètres.« Cieletespace.fr: TIANWEN 2 EN ROUTE VERS UN ASTEROÏDE PAS COMME LES AUTRES » (30 mai 2025)  (lire en ligne, consulté le 6 août 2025) Modèle:HTML

### Sources
- (en) Xiaojing Zhang, Jiangchuan Huang, Tong Wang et al. « ZENGHE-A MISSION TO A NEAR-EARTH ASTEROID AND A MAIN BELT COMET » (18-22 mars 2019)  (lire en ligne) [PDF]
—50th Lunar and Planetary Science Conference 2019 (lire en ligne)
- « Cieletespace.fr: TIANWEN 2 EN ROUTE VERS UN ASTEROÏDE PAS COMME LES AUTRES » (30 mai 2025)  (lire en ligne, consulté le 6 août 2025) Modèle:HTML